# 21572 Nguyen-McCarty
21572 Nguyen-McCarty este un asteroid din centura principală de asteroizi.

## Descriere
21572 Nguyen-McCarty este un asteroid din centura principală de asteroizi. A fost descoperit pe 14 septembrie 1998 la Socorro, New Mexico, în cadrul proiectului LINEAR. Asteroidul prezintă o orbită caracterizată de o semiaxă mare de 2,68 ua, o excentricitate de 0,18 și o înclinație de 9,5° în raport cu ecliptica.